# Lydella deckeri
Lydella deckeri là một loài ruồi trong họ Tachinidae.